# Paulo Preto
Paulo Vieira de Souza (7 de março de 1949), também conhecido como Paulo Preto, é ex-diretor da empresa paulista de infraestrutura rodoviária (DERSA) e é apontado como operador do PSDB pela Polícia Federal.
Paulo Vieira de Souza foi ex-diretor da Dersa e esteve envolvido em grandes obras durante a gestão de José Serra no governo do Estado de São Paulo, e foi também estreitamente ligado a Aloysio Nunes que atuou como chefe da Casa Civil de Serra.
Durante as eleições presidenciais no Brasil de 2010, o Partido dos Trabalhadores utilizou o caso Paulo Preto contra o PSDB.
Paulo teria sido o responsável por "desaparecer" com cerca de R$ 4 milhões da campanha de Serra, permitindo ainda que empreiteiras do Rodoanel Mário Covas, em São Paulo, realizassem alterações no projeto.
Em 2012, Paulo Preto foi relacionado com Carlinhos Cachoeira, sendo apontado como responsável por contatos entre a Dersa e a empresa Delta Construções e indicado como um suposto operador de um esquema de "caixa dois" para campanhas do PSDB, tendo prestado depoimento na CPMI do Cachoeira. Em fevereiro de 2018, entretanto, tal conexão seria reafirmada por Adir Assad em delação premiada a Operação Saqueador.

## Denúncia do MPF e prisões
Em 22 de março de 2018, a força tarefa da Operação Lava Jato em São Paulo ofereceu uma denúncia contra cinco suspeitos de desviar R$ 7,7 milhões de 2009 a 2011, durante o governo do PSDB.  Segundo a denúncia, o desvio de dinheiro destinado ao reassentamento de desalojados por obras do trecho Sul do Rodoanel, na Grande São Paulo, foi comandado por Paulo Preto. As obras feitas no Rodoanel ocorreram entre 2009 e 2011, quando foram governadores de São Paulo José Serra (2007 a 2010), Alberto Goldman (2010) e Geraldo Alckmin (desde 2011). A DERSA foi comandada por Paulo Preto entre 2007 e 2010.
Em 6 de abril de 2018, a Polícia Federal cumpriu um mandado de prisão preventiva contra Paulo Preto, mas Gilmar Mendes lhe concedeu um habeas corpus em Maio. Em Setembro de 2018, o Supremo Tribunal Federal suspende o habeas corpus, impondo a prisão domiciliar de Paulo Vieira de Souza.
Em 19 de Fevereiro de 2019, Paulo Preto é preso novamente durante a 60º operação da Lava Jato conduzida pela Polícia Federal. A juíza Maria Isabel do Prado, da 5º vara criminal federal de São Paulo, sentenciou-o a 27 anos de prisão.
Em 06 de março de 2019, Paulo Preto é condenado novamente pela 5º vara criminal federal de São Paulo. A pena foi fixada em 145 anos e oito meses de reclusão.
Em 28 de dezembro de 2023, o Tribunal Regional Federal da 3ª Região anulou a sentença que condenou Paulo Preto a 27 anos e 8 dias de prisão por formação de cartel.